# Armando Miranda
Armando Miranda (São Paulo, Brasil, 12 de diciembre de 1939-São Paulo, Brasil, 7 de abril de 1980) fue un futbolista brasileño. Se desempeñaba en la posición de delantero.

## Clubes
| Club                   | País     | Año       |
| ---------------------- | -------- | --------- |
| S. C. Corinthians      | Brasil   | 1959-1961 |
| Regatas do Flamengo    | Brasil   | 1962      |
| Juventus F. C.         | Italia   | 1962-1963 |
| Calcio Catania         | Italia   | 1963-1964 |
| Centro Iqueño          | Perú     | 1966      |
| Junior de Barranquilla | Colombia | 1967-1972 |